# كونزية إبرية
كونزية إبرية (الاسم العلمي:Kunzea acicularis) هي نوع من النباتات تتبع جنس الكونزية من فصيلة الآسية.